# Nặm pịa
Nậm pịa hay nặm pịa, là món ăn truyền thống của dân tộc Thái ở vùng Tây Bắc, Việt Nam. "Nậm" hay "nặm" trong tiếng Thái có nghĩa là nước, "pịa" là thứ dịch sền sệt trong ruột non của bò gồm dịch tiêu hóa và thức ăn chưa được tiêu hóa hoàn toàn, cho nên có người gọi là "phân non".
Cách lấy pịa của người Thái tương tự như cách chế biến phèo lợn. Chất dịch này được lấy ra rồi nêm gia vị, cho thêm nội tạng các loài vật ăn cỏ bao gồm dạ dày, tiết, lòng, tim gan, phèo phổi thập cẩm phế lù đem ninh nhừ, trở thành món Nặm pịa.